# Nguyễn Thị Kim Ngân

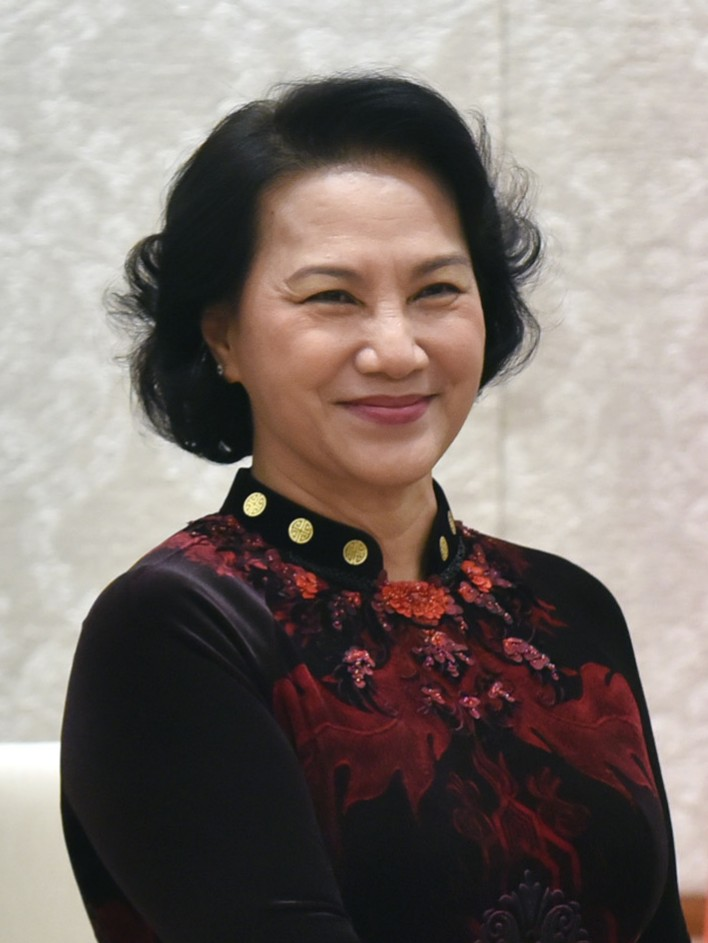
Nguyen Thi Kim Ngan, 2016

Nguyễn Thị Kim Ngân (* 12. April 1954 im Giong-Trom-Distrikt in der Provinz Bến Tre, Französisch-Indochina) ist eine vietnamesische Lehrerin und Politikerin. Sie ist die Präsidentin der Nationalversammlung von Vietnam und die erste Frau, die diese Position einnahm. Zuvor war sie Vizepräsidentin der Nationalversammlung, Ministerin für Arbeit sowie Präsidentin der Provinz Hai Duong. Sie löste Nguyen Sinh Hung als Präsident der Nationalversammlung ab.